# NGC 2846
NGC 2846 – gwiazda podwójna znajdująca się w gwiazdozbiorze Hydry. Skatalogował ją Lawrence Parsons 4 kwietnia 1874 roku jako obiekt typu „mgławicowego”.